# Dracula: Origin
Dracula: Origin (укр. Дракула: Початок) — пригодницька відеогра, розроблена компанією Frogwares і випущена 29 травня 2008 року тільки для ПК.

## Сюжет
Сюжет гри заснований на романі Брема Стокера «Дракула».
Головний герой — професор Абрагам ван Хелсінг, мисливець на вампірів. Він отримав лист від свого учня Джонатана Харкера, який визначив розташування замку графа Дракули і вирушив туди, щоб знищити вампіра, а наостанок попросив ван Хелсінга потурбуватись про його наречену, Міну Мюррей. Ван Хелсінг прийшов до Міни і дізнався від неї про дивні вбивства по всьому Лондону, після яких свідки бачили гігантського кажана. Зіставивши напрямки польоту кажана на карті, він побачив, що вони перетинаються в районі покинутого маєтку Голдмінг. Професор проник в маєток, де знайшов труну і щоденник Дракули, з якого дізнався, що граф шукає стародавній манускрипт, який дозволить йому воскресити його давно померлу кохану Ірину, переселивши її душу в тіло Міни. Ван Хелсінг повернувся до Міни, де зустрів Дракулу, який встиг її вкусити і втік.
З щоденника графа ван Хелсінг дізнався, що той шукає гробницю жерця стародавнього єгипетського культу, в якій схований манускрипт. Професор прибув в Каїр, де зустрів цілителя Геродота Юдейського, члена стародавнього ордену, який охороняє гробницю. Ван Хелсінг за допомогою святих реліквій, які йому дав Геродот, зміг проникнути в гробницю, де зустрів безсмертного жерця-вампіра, проте виявив, що Дракула його випередив і забрав манускрипт. В гробниці залишись кілька сувоїв, які ван Хелсінг забрав і приніс Геродоту, сподіваючись, що той зможе перекласти їх і в них буде описаний спосіб вилікувати Міну. Геродот заявив, що текст написаний стародавньою мовою його ордену, якої він не знає, проте у віденському абатстві Сент-Каруссель живе монах брат Альберто, який знає цю мову.
Ван Хелсінг прибув у Відень де зупинився у графині Орловської, проте в абатство його не пустили. В квартирі графині був вхід в бібліотеку Віденського університету, в якій в свою чергу знаходився таємний вхід в абатство. Виявилось, що монахи під впливом Дракули збожеволіли і почали поклонятись дияволу, а вмираючий брат Альберто — єдиний, хто не підкорився вампіру. Альберто не зміг прочитати сувій, оскільки монахи викололи його очі, проте порадив знищити Дракулу, що звільнить всіх жертв від його впливу.
Ван Хелсінг разом зі своїм учнем, доктором Джоном С'юардом, вирушив в Трансільванію, де знаходиться замок Дракули. С'юард не зміг вирушити в замок через хворобу (його шлунок не витримав місцевої їжі), тому професор сам проник туди, сховавшись в бочці для вина, яку доставили в замок. Там він нейтралізував слугу Дракули Ігоря і упокоїв Джонатана Харкера, якого граф перетворив на вампіра, а також знищив наречену Дракули Аду, після чого вбив самого графа. Ритуал не був завершений, а Міна вилікувалась від вампіризму.
У фінальній сцені показана графиня Орловська, яка приймає в себе незнайомця — живого Дракулу.

## Геймплей
Класична гра point-and-click, наповнена пошуком необхідних предметів і розгадування загадок. Розповідь ведеться від третьої особи з фіксованою камерою. У грі передбачена можливість скористатися підказкою, яка відмічає об'єкти, з якими можна взаємодіяти.

## Оцінки
Станом на 14 квітня 2023 року Dracula: Origin отримала змішані відгуки в Steam. Оцінка на Metacritic — 70/100.

## Продовження
23 листопада 2009 року анонсували початок розробки продовження Dracula: Love Kills (укр. Дракула: Кохання вбиває), яке вийшло в червні 2011 року. Ігровий процес розрахований на 6 годин + бонусний вміст. У грі представлено понад 40 локацій, легкий і важкий режими, складні головоломки, необов’язковий підручник, інтерактивна карта, досягнення тощо.

### Сюжет
Дракула прокинувся після кількох років відновлення, проте ослаб втратив свої вампірські сили. Він дізнався про те, що Королева вампірів викрала Міну і прагне завоювати світ. Знищити королеву може лише кинджал, схований в гробниці лицарів ордену Дракона, до якого належав батько Дракули. Щоб отримати кинджал, Дракула був змушений об'єднатися з ван Хелсінгом, і разом вони вирушили шукати щити лицарів ордену, необхідні для зняття захисного закляття, яке оточує кинджал. Вони побували в різних місцях світу, включаючи Лондон, Венецію, Париж, Новий Орлеан і храм ацтеків, де зіткнулись з людськими дівчатами, які служать Королеві. В Дракули є вибір: відпустити дівчину чи перетворити її на вампіра. Після знищення Королеви можливі 2 кінцівки, які залежать від того, скількох дівчат Дракула відпустив або перетворив:
- Дракула змирився з тим, що Міна його ніколи не покохає, і відпустив її з ван Хелсінгом.
- Дракула наказав своєму слузі Ігорю вбити ван Хелсінга і той кинувся на професора з палицею. Після цього Дракула підкорив Міну своїй волі і вона його покохала.

Після проходження основного сюжету доступний додатковий контент. Дракула разом з ван Хелсінгом абом Міною вирушили в Париж, щоб знайти могутній артефакт, який був джерелом сили Королеви. В підземеллях під старим театром вони знайшли храм Плутона, в якому знаходився артефакт. Доповнення також має 2 кінцівки:
- Дракула віддав артефакт ван Хелсінгу, і той передав його Ватикану на зберігання.
- Дракулу і Міну зустрів ван Хелсінг, який вцілів після нападу Ігоря, але граф вбив його променем, випущеним з артефакта.

### Відгуки
Станом на 14 квітня 2023 року Dracula: Love Kills отримала переважно схвальні відгуки в Steam.

## «Пасхальні яйця»
- Одна з жертв Дракули працювала на цементному заводі «Бромсбі та Грімбл», який фігурує в іншій грі від Frogwares — Sherlock Holmes: Secret of the Silver Earring.
- На цвинтарі Булемсберрі є статуї підданих тортурам янголів. Ван Хелсінг називає їх «плакучими янголами».
- В маєтку Голдмінг є картина, на якій зображений Тесей перед входом в лабіринт Мінотавра.
- В домі турецького контрабандиста, який працював на Дракулу, ван Хелсінг знайшов статуетку Ньярлатхотепа.
- Закляття для відкриття гробниці жреця-вампіра — «А-ба-ба-га-ла-ма-га.» Це посилання на однойменне видавництво.
- Під час розмови з румунським трактирником ван Хелсінг описує Міну як білявку, яку супроводжують «лев, солом'яне опудало, залізний дроворуб і болонка». Це посилання на головних героїв серії дитячих романів Френка Баума про країну Оз.